# Suite per a orquestra núm. 1 (Enescu)
La Suite per a orquestra núm. 1 en do major, op. 9, va ser composta per George Enescu entre el gener i el febrer de 1902.

## Moviments
1. Prélude à l'unisson
2. Menuet lent
3. Intermède
4. Final

## Anàlisi musical

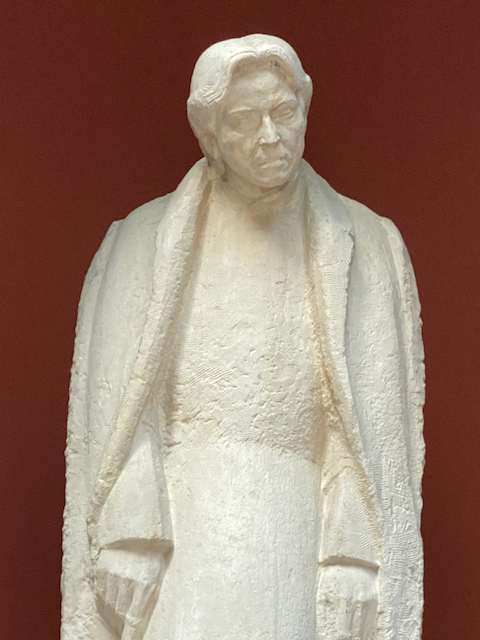
Estàtua de George Enescu a l'Ateneu Romanès de Bucarest

L'obra s'acosta a la pràctica habitual d'Enescu: cadascun dels tres darrers moviments desenvolupa material temàtic extret del Prélude. Els dos moviments centrals són potser massa similars a causa d'això, i tots dos estan dominats per un so de corda càlid que es produeix en el desenvolupament gradual i amplificat de la melodia.
El primer moviment, Prélude à l'unisson, és especialment notable perquè les cordes el toquen a l'uníson, inspirat clarament per melodies romaneses. Aquest Prélude és una obra única en la literatura simfònica mundial, tant per les seves característiques tècniques com pel seu ethos singular. No hi ha precedents d'un moviment complet d'un cicle simfònic interpretat a l'uníson. El tema àmpliament espaiat s’acompanya, cap al seu tancament, de l'amenaçador so de tambors. Enescu li va dir amb orgull a Gavoty que Kodály solia fer que els seus alumnes estudien aquesta peça com un exemple destacat de monodia. Els musicòlegs romanesos han rastrejat aquest Prélude per trobar les seves arrels en la melodia popular i la seva dependència numèrica de la sèrie de Fibonacci. Però segurament la influència més gran i directa de totes és el cor die alte Weise, al preludi de l'acte III de Tristany i Isolda. El caràcter rítmic del fraseig i algunes de les progressions harmòniques implícites són massa similars perquè això sigui una simple coincidència. El Prélude d’Enescu, però, té qualitats especials pròpies, en particular, sobretot la forma en què el fraseig està dissenyat per encarnar la sensació de tensió física que pot produir tota una secció de corda que toca a l’uníson.
Tot seguit, apareix un lent Minuet que és la continuació lògica del primer moviment. Segueix un Intermède més ombrívol, marcat pel tractament polifònic en què una melodia se sobreposa a una altra. L'Intermède té un fort parentiu amb el segon dels dos Intermèdes per a orquestra de corda que Enescu va escriure el 1902 i el 1903. El moviment final és un ball, una espècie de giga i tarantel·la, com una reafirmació de la vida.